# Manuel Milà i Fontanals
Manuel Milà i Fontanals, né le 4 mai 1818 à Vilafranca del Penedès et mort le 16 juillet 1884 dans la même ville, est un philologue, érudit et écrivain en langue castillane et en catalan. Il est considéré comme l'un des impulseurs de la renaissance de la langue catalane au XIXe siècle, la Renaixença, pour ses efforts entrepris dans la restauration des Jeux floraux et dans le champ de l'orthographe.